# مانسكين
مانسكين (بالدنماركية: Måneskin)‏ (تلفظ ‎[ˈmɔːnəˌske̝nˀ]‏) (تعني ضوء القمر باللغة الدنماركية) هم فرقة روك إيطالية تأسست في روما 2016. مثلوا إيطاليا في مسابقة الأغنية الأوروبية في 2021 التي أقيمت في هولندا،
 وحصلت أغنيتهم Zitti e buoni على المركز الأول.تتكون الفرقة من المغني داميانو ديفيد،العازفة فيكتوريا دي أنجيليس،عازف الجيتار توماس راجي وعازف الطبول إيثان توركيو.

## روابط خارجية
مانسكين على موقع IMDb (الإنجليزية)
- مانسكين على موقع روتن توميتوز (الإنجليزية)
- مانسكين على موقع ميوزك برينز (الإنجليزية)
- مانسكين على موقع أول ميوزيك (الإنجليزية)
- مانسكين على موقع ديسكوغز (الإنجليزية)
- مانسكين على موقع كينوبويسك (الروسية)